# Антикорупційні протести в Росії 12 червня 2017 року

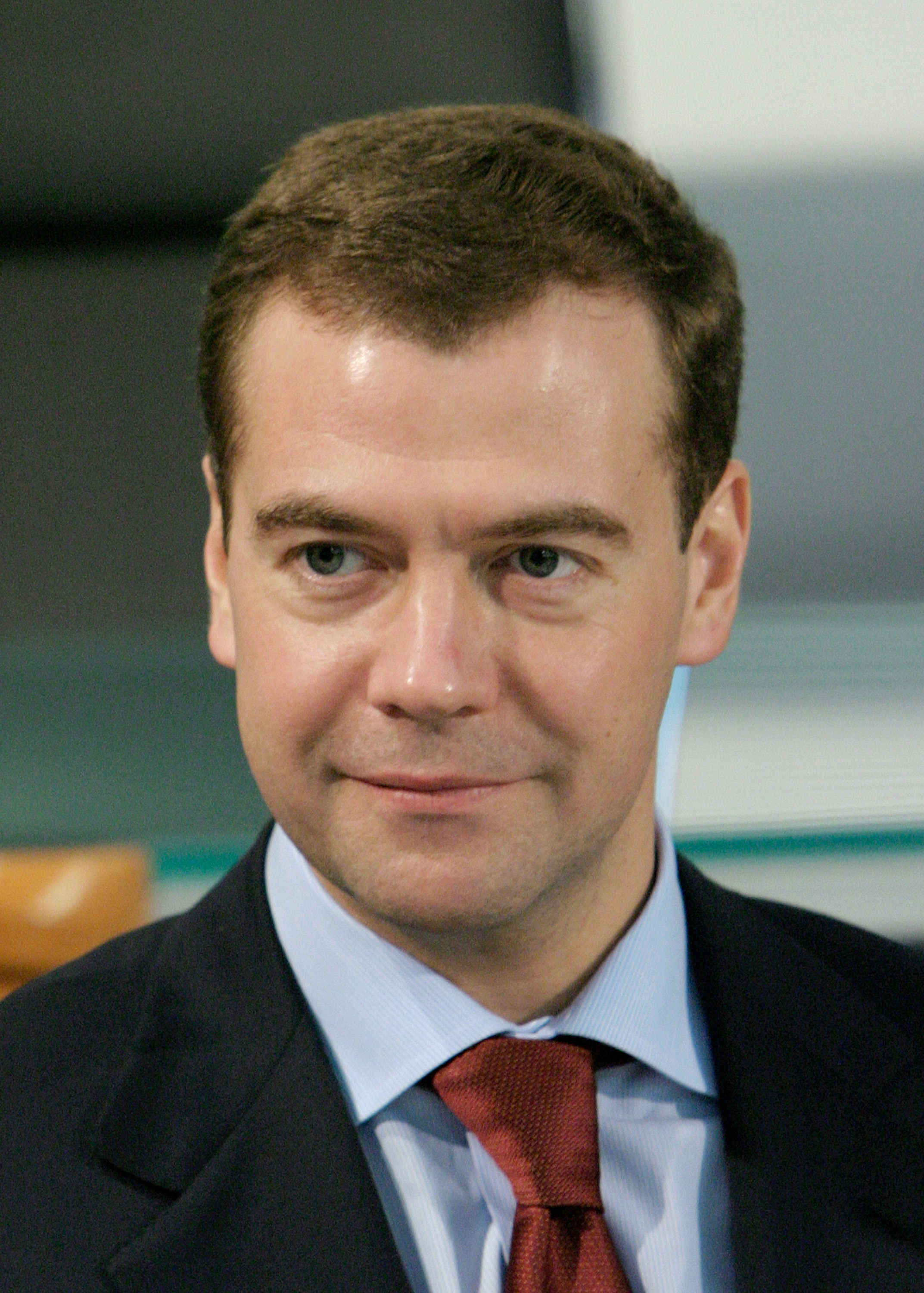
Дмитро Медведєв

Антикорупційні протести в Росії 12 червня 2017 року стали продовженням протестів 26 березня. Мітинги пройшли в 187 містах Росії. Знову приводом для їх проведення стала відсутність належної реакції влади на фільм-розслідування Фонду боротьби з корупцією «Він вам не Дімон», що розповідає про ймовірних корупційних зв'язках голови уряду РФ Дмитра Медведєва.

## Хід подій і кількість учасників
З 6:30 ранку за московським часом Команда Навального висвітлювала проведення акцій у прямому ефірі на своєму YouTube-каналі. В цей раз трансляція була припинена з технічних причин (кабель підключення до інтернету був перекушен) приблизно в 15 годин. Телеканал Дощ продовжував трансляцію. За розміщення в інтернеті закликів провести несанкціоновану акцію на Тверській вулиці, замість погодженого з мерією Москви заходи на проспекті Академіка Сахарова, був затриманий в під'їзді свого будинку і притягнутий до адміністративної відповідальності у вигляді 30 діб адміністративного арешту Олексій Навальний.
За повідомленнями преси в ряді міст під час протестів відбулися затримання — у Москві, Владивостоці, Калінінграді, Нижньому Тагілі, Тулі, Сочі, Казані, Норильську. У Москві було затримано близько 750 осіб, в Санкт-Петербурзі на Марсовому полі 548 осіб, з них 30 неповнолітні. Більше десятка людей було затримано в Норильську, 36 — в Калінінграді.
За відомостями МВС в Москві у несанкціонованій акції взяло участь близько 4500 чоловік і було затримано 150 осіб, в Санкт-Петербурзі у несанкціонованій акції на Марсовому полі взяло участь близько 3500 чоловік і було затримано 500 осіб.

У Єкатеринбурзі на мітингу, погодженому владою і пройшов на алеї, що веде до КРК «Уралець», взяло участь 2000 (дані МВС) — 3000 чоловік (дані ЗМІ). На мітингу зі словами підтримки мітингувальників виступив Глава Єкатеринбурга Євген Ройзман.

### За кордоном
12 червня офіційний представник Білого дому Шон Спайсер заявив, що США рішуче засуджують затримання сотень мирних протестувальників по всій Росії 12 червня і закликав негайно відпустити затриманих.
Amnesty International закликала владу Росії звільнити учасників мирних акцій: «Придушення мирних протестів по всій Росії, в ході яких сотні людей були арештовані, а деякі побиті поліцією, демонструє повну зневагу влади до фундаментальних прав людини», — йдеться в заяві правозахисної організації.

## Зноски
1. ↑  Требуем ответов 12 июня. Архів оригіналу за 13 червня 2017. Процитовано 13 червня 2017.
2. ↑  Алексей Навальный [Архівовано 12 квітня 2017 у Wayback Machine.], канал на YouTube
3. ↑  Акции против коррупции на Сахарова и Тверской. Архів оригіналу за 13 лютого 2021. Процитовано 13 червня 2017.
4. ↑  Алексей Навальный получил 30 суток административного ареста [Архівовано 3 березня 2021 у Wayback Machine.] // Интерфакс, 13.06.2017
5. ↑  Навальный получил 30 суток ареста [Архівовано 23 липня 2021 у Wayback Machine.] // Лента.ру, 13.06.2017
6. ↑  Алексей Навальный получил 30 суток ареста [Архівовано 21 липня 2021 у Wayback Machine.] // Newsru.com, 12.06.2017
7. ↑  В мэрии Москвы заявили о точечных задержаниях «испортивших настроение». Архів оригіналу за 12 червня 2017. Процитовано 13 червня 2017.
8. ↑  В Санкт-Петербурге задержали более 260 участников акции оппозиции. Архів оригіналу за 12 червня 2017. Процитовано 13 червня 2017.
9. ↑  Из 548 задержанных в Петербурге больше тридцати — несовершеннолетние. Архів оригіналу за 15 червня 2017. Процитовано 13 червня 2017.
10. ↑  В Норильске задерживают участников митинга против коррупции | ОВД-Инфо. ОВД-Инфо (рос.). Архів оригіналу за 7 вересня 2017. Процитовано 12 червня 2017.
11. ↑  МВД сообщило о задержании в Москве и Санкт-Петербурге 650 человек. Архів оригіналу за 26 вересня 2020. Процитовано 13 червня 2017.
12. ↑  «Друзья, будущее за вами!. Архів оригіналу за 11 січня 2018. Процитовано 13 червня 2017.
13. ↑  Нас с первого раза не поняли: в Екатеринбурге митинг против коррупции собрал несколько тысяч человек. Архів оригіналу за 13 лютого 2019. Процитовано 13 червня 2017. [Архівовано 2019-02-13 у Wayback Machine.]
14. ↑  Inc., TV Rain,. Белый дом осудил задержания участников акций протеста в России. Архів оригіналу за 6 вересня 2018. Процитовано 12 червня 2017.{{cite news}}:  Обслуговування CS1: Сторінки з посиланнями на джерела із зайвою пунктуацією (посилання)
15. ↑  Белый дом осудил задержание сотен участников акций протеста в России. РБК. Архів оригіналу за 13 червня 2017. Процитовано 12 червня 2017.
16. ↑  Amnesty International о подавлении мирных протестов в России. Права человека в России. Архів оригіналу за 13 червня 2017. Процитовано 12 червня 2017. [Архівовано 2017-06-13 у Wayback Machine.]